# روزيلا بريشيا
روزيلا بريشيا (بالإيطالية: Rossella Brescia)‏ هي مذيعة وراقصة باليه إيطالية ولدت في يوم 20 أغسطس 1971 في بلدة مارتينا فرانكا في إيطاليا، عملت بعدة برامج في قنوات إيطاليا 1 و قناة كانالي 5.

## روابط خارجية
- روزيلا بريشيا على موقع IMDb (الإنجليزية)
- روزيلا بريشيا على موقع إن إن دي بي (الإنجليزية)
- روزيلا بريشيا على موقع كينوبويسك (الروسية)